# دانيل جازداج
دانيل جازداج (بالمجرية: Gazdag Dániel)‏ هو لاعب كرة قدم مجري في مركز الوسط، ولد في 2 مارس 1996 في نيرغهازا في المجر. شارك مع منتخب المجر تحت 17 سنة لكرة القدم ومنتخب المجر تحت 20 سنة لكرة القدم ومنتخب المجر تحت 21 سنة لكرة القدم ومنتخب المجر لكرة القدم. أما مع النوادي، فقد لعب مع فيلادلفيا يونيون ونادي بودابست هونفيد.

## وصلات خارجية
- دانيل جازداج على موقع الاتحاد الدولي (مؤرشف)  (الإنجليزية)
- دانيل جازداج على موقع الاتحاد الأوربي (الإنجليزية)
- دانيل جازداج على موقع الدوري الأمريكي (الإنجليزية)
- دانيل جازداج على موقع قاعدة بيانات كرة القدم.إي يو (الإنجليزية)
- دانيل جازداج على موقع ناشيونال فوتبول تيمز (الإنجليزية)
- دانيل جازداج على موقع Soccerway.com (الإنجليزية)
- دانيل جازداج على موقع عالم كرة القدم.نت (الإنجليزية)